# Kathedraal op het bloed

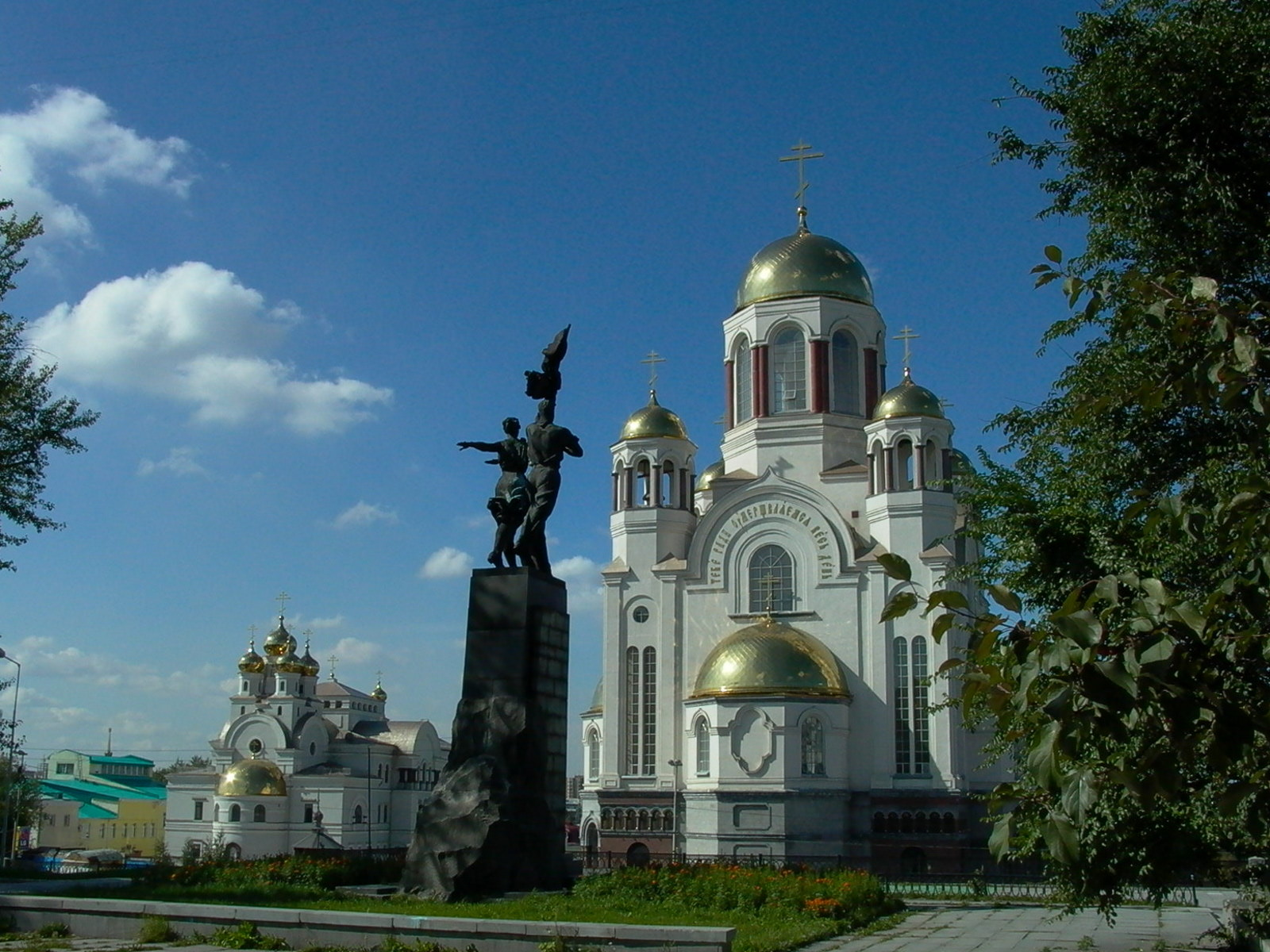
Achteraanzicht met een Sovjetstandbeeld ervoor

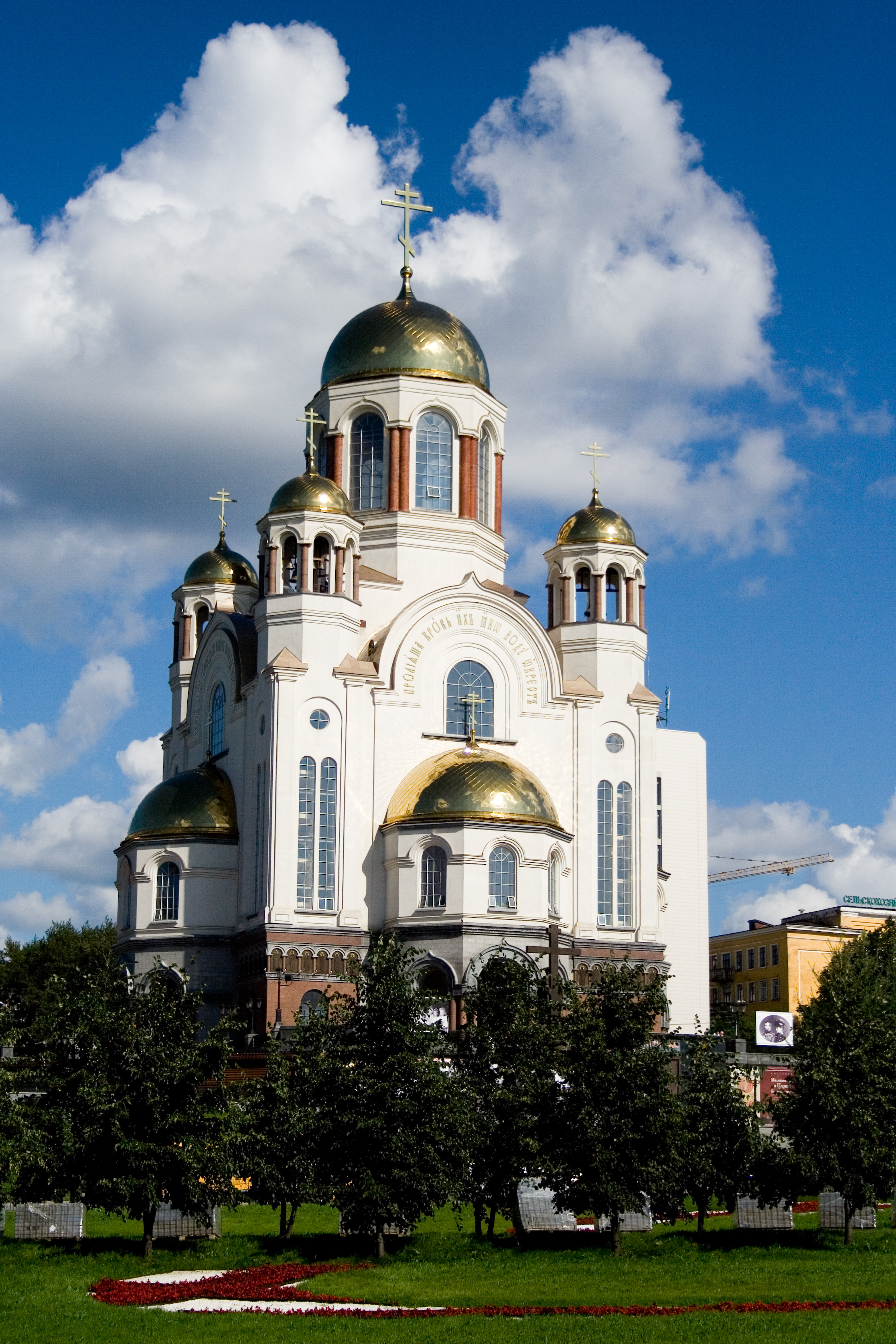
Zijaanzicht

De kathedraal op het bloed (Russisch: Храм на Крови; Chram na Krovi) is de grootste kathedraal in de Russische stad Jekaterinenburg gesitueerd op de plaats waar de laatste tsaar Nicolaas II en zijn familie werden vermoord in 1918. De kathedraal werd gebouwd in opdracht van de Russisch-orthodoxe Kerk. De bouw kostte omgerekend ongeveer 1 miljoen dollar en werd grotendeels opgebracht via giften. Naast de kathedraal bevindt zich een eenvoudig gedenkteken voor de tsarenfamilie en voor de kathedraal staat een standbeeld van de familie. De kelder (begane grond vanaf de voorzijde) is ingericht als herdenkingsplaats voor de tsaar en zijn familie.
De volledige naam is Kathedraal-monument op het bloed in de naam van alle heiligen die het land van Rusland hebben verlicht (Храма-памятника на Крови во имя Всех Святых, в земле Российской просиявших).

## Geschiedenis
De kerk staat op de plaats waar de Romanov-familie in een kelder van het Ipatiev-huis, het huis van de handelaar Nikolai Ipatjev, werden vermoord.  Dit huis werd na de dood van de familie een bedevaartsoord voor veel Russen. In 1977 gaf Boris Jeltsin daarom in opdracht van het communistische bestuur opdracht dit huis met bulldozers te slopen. In 2001 werd op initiatief van de huidige gouverneur van Oblast Sverdlovsk en Jekaterinenburg, Eduard Rossel, besloten tot het bouwen van de kathedraal, in samenwerking met patriarch Alexius II van Moskou, die met 144 andere bisschoppen na een beraad van bijna tien jaar de tsarenfamilie op 14 augustus 2000 heilig verklaarde. Op 16 juli 2003 werd de kathedraal ingewijd, op de 85ste sterfdag van de familie.

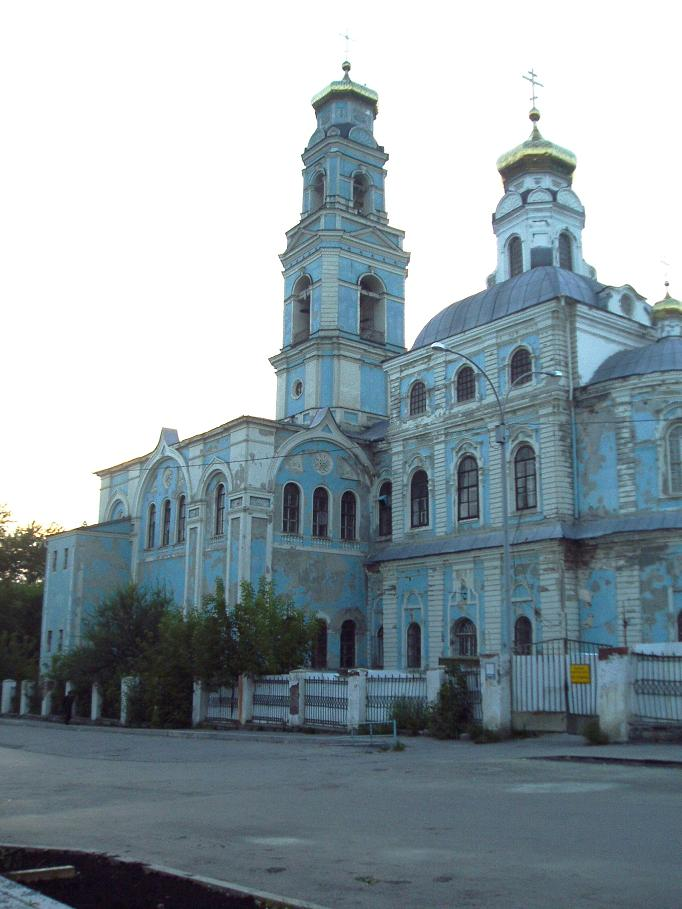
De Maria-hemelvaartkerk doorstond de sloopplannen van de bolsjewieken in de jaren dertig, maar staat (in 2005) door haar bouwvalligheid in scherp contrast met de Kathedraal op het Bloed aan de andere zijde van de weg
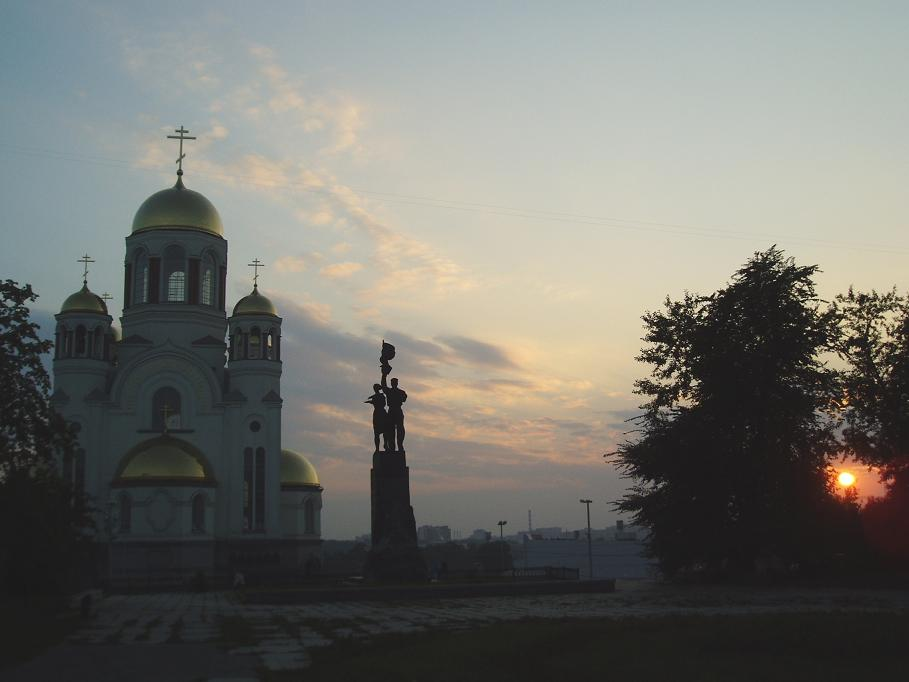
Kathedraal op het bloed met een Sovjetstandbeeld ervoor